# Демилитаризация
Демилитариза́ция — отказ от подготовки к войне, превращение оружия и боевой техники в гражданское изделие путём внесения необратимых изменений, делающих боевое применение невозможным, ликвидация военных укреплений и сооружений на определённой территории, а также запрещение держать на этой территории вооруженные силы на основании договора между заинтересованными государствами; разоружение.

## История
В практике международных отношений демилитаризации подвергались определённые зоны вдоль государственных границ.
Часто такие зоны создаются по обеим сторонам временных демаркационных линий, устанавливаемых при заключении перемирия (например, при заключении перемирия в Корее в 1953 году, во Вьетнаме — в 1954 году и на Ближнем Востоке — в 1949 году). В целях обеспечения свободы и безопасности судоходства демилитаризации подвергались некоторые международные проливы и каналы (например, Магелланов пролив, Суэцкий канал); демилитаризованными являются Аландский и Шпицбергенский архипелаги. Известны случаи демилитаризации территории отдельных так называемых вольных городов (например, Кракова в 1815 году). В современном международном праве формой частичной демилитаризации территории является создание безъядерных зон, в которых запрещается производство, хранение и размещение ядерного оружия и установок для его обслуживания.
Согласно многостороннему договору, от 1 декабря 1959 года, полностью демилитаризованной является Антарктика.